# 岡山藩
岡山藩（日语：／ Okayama han */?）是日本戰國時代至江戶時代之間的藩，位於日本備前國及備中國部份，藩廳位於岡山城（今岡山縣岡山市），支藩是鴨方藩及生坂藩。明治維新後，在廢藩置縣政策下，此藩被廢除，主要領地被改制為岡山縣。

## 歷史
最初的藩主是小早川秀秋，當時石高收入為51萬石。1602年秀秋過身，無子繼承而領地被沒收。1603年姬路藩主池田輝政二男忠繼以28萬石入封岡山藩。1632年池田氏第二任藩主忠雄病逝後，幕府不讓年幼的光仲管理岡山藩，改封池田氏為鳥取藩。
後來由鳥取藩池田宗家的光政繼承岡山藩。光政與德川光圀及保科正之並列為江戶時代初期三大名君。池田家統治到幕府為止。廢藩置縣後成為了岡山縣的一部份。

## 藩主

### 小早川家
外樣　51万石　（1600年 - 1602年）
1. 秀秋

### 池田家
外樣（準親藩）　28万石→38万石→31万5千石　（1603年 - 1632年）
1. 忠繼
2. 忠雄

### 池田家〔宗家〕
外樣　31万5千石　（1632年 - 1871年）
1. 光政
2. 綱政
3. 繼政
4. 宗政
5. 治政
6. 齊政
7. 齊敏
8. 慶政
9. 茂政
10. 章政

## 支藩

### 鴨方藩
位於備中国淺口郡、小田郡及窪屋郡。1672年設立，初時名為岡山新田藩，1868年改名為鴨方藩。

#### 藩主
池田家 - 外樣 25,000石
1. 政言
2. 政倚
3. 政方
4. 政香
5. 政直
6. 政養
7. 政共
8. 政善
9. 政詮
10. 政保

### 生坂藩
位於備中國窪屋郡生坂。1672年設立，石高1萬5千石。藩廳位於岡山城內。初時名為岡山新田藩。1868年改阿為生坂藩。

#### 藩主
1. 輝錄
2. 政晴
3. 政員
4. 政弼
5. 政恭
6. 政範
7. 政和
8. 政禮